# Phthiracarus italicus
Phthiracarus italicus är en kvalsterart som först beskrevs av Oudemans 1900.  Phthiracarus italicus ingår i släktet Phthiracarus och familjen Phthiracaridae. Inga underarter finns listade i Catalogue of Life.